# La sentinella (film)
La sentinella (Sentinelle) è un film del 2021 diretto da Julien Leclercq.

## Trama
Una soldatessa usa le sue micidiali abilità per trovare l'uomo che ha aggredito sua sorella.

## Distribuzione
Il film è stato distribuito sulla piattaforma Netflix a partire dal 5 marzo 2021.